# Aconitum seoulense
Aconitum seoulense är en ranunkelväxtart som beskrevs av Takenoshin Nakai. Aconitum seoulense ingår i släktet stormhattar, och familjen ranunkelväxter. Inga underarter finns listade i Catalogue of Life.